# Chinijoarkipelagen

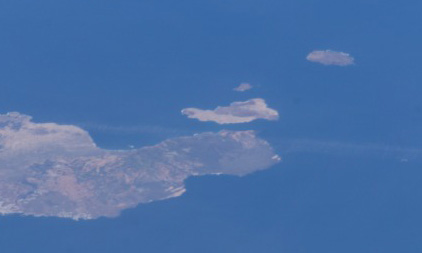
Norra Lanzarote och Chinijoarkipelagen

Chinijoarkipelagen är en arkipelag i den nordostligaste delen av ögruppen Kanarieöarna i Atlanten utanför Afrikas nordvästra kust.

## Arkipelagens öar
- Alegranza
- La Graciosa
- Montaña Clara
- Roque del Este
- Roque del Oeste

Öarna har bildats genom vulkanutbrott och klassades 1986 som naturskyddsområde. 1994 klassificerades öarna även som skyddat fågelreservat.
Den totala ytan är 192,7 kvadratkilometer och på öarna bor 630 människor (2004). Arkipelagen är en del av kommunen Teguise på Lanzarote i provinsen Las Palmas.
- Wikimedia Commons har media som rör Chinijoarkipelagen.